# Ana Vrljić
Ana Vrljić (* 1. August 1984 in Zagreb) ist eine kroatische Tennisspielerin.

## Karriere
Ana Vrljić begann im Alter von vier Jahren mit dem Tennisspielen. Auf dem ITF Women’s Circuit gewann sie bereits vier Einzel- und elf Doppeltitel. Für ein Grand-Slam-Turnier konnte sie sich bislang nicht qualifizieren.
Ihr erstes Spiel für die kroatische Fed-Cup-Mannschaft bestritt sie am 15. Juli 2007. Sie gewann ihre Partie gegen die Taiwanerin Chan Chin-wei mit 6:0 und 6:1. Inzwischen steht ihre Fed-Cup-Bilanz bei 4:3 Siegen.

## Turniersiege

### Einzel
| Nr. | Datum             | Turnier | Kategorie   | Belag           | Finalgegnerin          | Ergebnis       |
| --- | ----------------- | ------- | ----------- | --------------- | ---------------------- | -------------- |
| 1.  | 23. Februar 2003  | Buchen  | ITF $10.000 | Teppich (Halle) | Sabrina Jolk           | 4:6, 6:4, 6:3  |
| 2.  | 13. November 2011 | Opole   | ITF $25.000 | Teppich (Halle) | Paula Kania            | 6:3, 2:6, 7:64 |
| 3.  | 11. August 2013   | Izmir   | ITF $25.000 | Hartplatz       | Katarzyna Piter        | 6:1, 6:3       |
| 4.  | 10. November 2014 | Minsk   | ITF $25.000 | Hartplatz       | Jekaterina Alexandrowa | 3:6, 6:4, 7:67 |

### Doppel
| Nr. | Datum             | Turnier             | Kategorie   | Belag             | Partnerin              | Finalgegnerinnen                      | Ergebnis          |
| --- | ----------------- | ------------------- | ----------- | ----------------- | ---------------------- | ------------------------------------- | ----------------- |
| 1.  | 15. Februar 2003  | Bergamo             | ITF $10.000 | Hartplatz (Halle) | Darija Jurak           | Stefanie Haidner Bianca Kamper        | 6:4, 6:4          |
| 2.  | 12. Juli 2003     | Darmstadt           | ITF $25.000 | Sand              | Sanda Mamic            | Daniela Bercek Marija Golowisnina     | 7:65, 6:1         |
| 3.  | 5. September 2009 | Maribor             | ITF $25.000 | Sand              | Ani Mijacika           | Maria Abramovic Katarina Kachlikova   | 6:2, 6:3          |
| 4.  | 3. September 2011 | Sarajevo            | ITF $25.000 | Sand              | Maria Abramovic        | Maria João Koehler Florencia Molinero | 5:7, 7:63, [10:4] |
| 5.  | 23. Juni 2012     | Lenzerheide         | ITF $25.000 | Sand              | Aleksandra Krunić      | Xenija Lykina Isabella Shinikova      | 6:2, 6:4          |
| 6.  | 26. Januar 2013   | Andrézieux-Bouthéon | ITF $25.000 | Hartplatz (Halle) | Amra Sadikovic         | Margarita Gasparjan Olha Sawtschuk    | 5:7, 7:5, [10:4]  |
| 7.  | 12. April 2013    | Edgbaston           | ITF $25.000 | Hartplatz (Halle) | Kristina Barrois       | Richèl Hogenkamp Stephanie Vogt       | 6:4, 7:62         |
| 8.  | 12. Oktober 2013  | Joué-lès-Tours      | ITF $50.000 | Hartplatz (Halle) | Julie Coin             | Andrea Hlaváčková Michaëlla Krajicek  | 6:3, 4:6, [15:13] |
| 9.  | 21. Februar 2015  | Altenkirchen        | ITF $25.000 | Teppich (Halle)   | Antonia Lottner        | Sandra Klemenschits Tatjana Maria     | 6:4, 3:6, [11:9]  |
| 10. | 10. April 2015    | Barnstaple          | ITF $25.000 | Hartplatz (Halle) | Stéphanie Foretz Gacon | Naomi Broady Jekaterina Bytschkowa    | 6:2, 5:7, [10:7]  |
| 11. | 13. Mai 2016      | Győr                | ITF $25.000 | Sand              | Réka Luca Jani         | Vanda Lukács Chantal Škamlová         | 6:4, 6:3          |